# جورج كول (سياسي)
جورج كول (بالإنجليزية: George Cole)‏ هو لاعب كرة قدم أسترالية وسياسي أسترالي، ولد في 9 فبراير 1908 في أستراليا، وتوفي في 23 يناير 1969 في نفس البلد. حزبياً، نشط في حزب العمال الأسترالي. وقد انتخب عضو مجلس الشيوخ الأسترالي ‏ عن دائرة Tasmania ‏ (10 ديسمبر 1949 – 30 يونيو 1965).